# Peritrichia bicolor
Peritrichia bicolor är en skalbaggsart som beskrevs av Schein 1959. Peritrichia bicolor ingår i släktet Peritrichia och familjen Melolonthidae. Inga underarter finns listade i Catalogue of Life.